# Raising Dion
Raising Dion (Brasil: Criando Dion) é uma série de televisão norte-americana de drama de super-herói que estreou em 4 de outubro de 2019 na Netflix. É baseada na história em quadrinhos de 2015 e no curta-metragem de mesmo nome de Dennis Liu. Em janeiro de 2020, a Netflix renovou a série para uma segunda temporada, que estreou em 1º de fevereiro de 2022. Em 26 de abril do mesmo ano, a série foi cancelada após duas temporadas.

## Premissa
Raising Dion segue a história de uma mulher chamada Nicole que cria seu filho Dion após a morte de seu marido Mark. Os dramas normais de criar um filho como mãe solteira são amplificados quando Dion começa a manifestar várias habilidades mágicas, semelhantes a super-heróis. Nicole agora deve manter em segredo os presentes de seu filho com a ajuda do melhor amigo de Mark, Pat, e proteger Dion de pessoas que o exploram enquanto descobre a origem de suas habilidades.

## Elenco

### Principal
- Alisha Wainwright como Nicole Reese,[8] uma mãe viúva que cria seu filho sozinha enquanto tenta controlar as habilidades sobrenaturais dele após a morte de seu marido.
- Ja'Siah Young como Dion Warren,[8] o filho superpoderoso de Nicole, de sete anos.
- Jazmyn Simon como Kat Neese,[8] irmã mais velha de Nicole que é cirurgiã.
- Sammi Haney como Esperanza Jimenez,[8] colega de classe e melhor amiga de Dion. Ela também tem uma doença óssea frágil, chamada osteogênese imperfeita.[9]
- Jason Ritter como Pat Rollins,[8] um engenheiro de uma empresa de biotecnologia chamada BIONA, o melhor amigo de Mark e padrinho de Dion. Na primeira temporada, ele é revelado como o "The Crooked Man / O Homem Torto", tendo sido afetado pelo evento da Islândia e tendo a habilidade de se transformar em uma entidade semelhante a uma tempestade que caça e absorve outros seres superpoderosos para sobreviver.
- Ali Ahn como Suzanne Wu[8] (2ª temporada,[10] 1ª temporada recorrente), uma cientista e CEO da BIONA.
- Griffin Robert Faulkner como Brayden Mills (2ª temporada,[10] 1ª temporada recorrente)

### Recorrente
- Michael B. Jordan como Mark Warren,[8] um cientista e marido falecido de Nicole, que secretamente recebeu superpoderes pelo evento da aurora na Islândia e é preso como um espírito após ter sido absorvido pelo Homem Torto.
- Gavin Munn como Jonathan King,[8] colega de classe de Dion e valentão que se tornou seu amigo.
- Donald Paul como Sr. Anthony Fry,[8] professor de ciências de Dion.
- Matt Lewis como Sr. Campbell, diretor da escola de Dion.
- Marc Menchaca como Walter Mills, um fazendeiro que é um homem superpoderoso do evento da Islândia. Ele é absorvido pelo Homem Torto, deixando seu filho Brayden, que desenvolveu telepatia devido aos superpoderes de seu pai, sozinho.
- Moriah Brown como Willa
- Diana Chiritescu como Jill Noonan
- Kylen Davis como Malik, vizinho adolescente de Nicole e filho de Tessa.
- Dana Gourrier como Tessa, vizinha de Nicole e mãe de Malik.
- Deirdre Lovejoy como Charlotte Tuck, uma mulher salva por Mark em uma tempestade. Ela é outra mulher com superpoderes do evento da Islândia.
- Josh Ventura como David Marsh (2ª temporada),[11] o novo vice-presidente de operações da BIONA.
- Rome Flynn como Tevin Wakefield (2ª temporada),[11] o novo treinador de Dion na BIONA que tem poderes e acaba sendo o interesse amoroso de Nicole.
- Aubriana Davis como Janelle Carr (2ª temporada),[11] uma jovem de 15 anos que tem problemas para controlar seus poderes
- Michael Anthony como Gary Stafford (2ª temporada),[12] um segurança na escola de Dion.
- Tracey Bonner como Simone Carr (2ª temporada),[11] mãe de Janelle.

## Episódios

### Resumo
| Temporada | Temporada | Episódios | Episódios | Originalmente lançado  |
| --------- | --------- | --------- | --------- | ---------------------- |
|           | 1         | 9         | 9         | 4 de outubro de 2019   |
|           | 2         | 8         | 8         | 1 de fevereiro de 2022 |

### 1.ª Temporada (2019)
| N.º | Título (no Brasil)                                                                                             | Dirigido por    | Escrito por | Lançamento           |
| --- | --- | --------------- | --- | -------------------- |
| 1 | "ISSUE #101: How Do You Raise a Superhero?" "Questão 101: Como se cria um super-herói?"                        | Seith Mann      | Carol Barbee | 4 de outubro de 2019 |
| A viúva Nicole batalha para criar seu filho Dion, sem saber que ele possui poderes que ultrapassam os limites da compreensão.                                    | |                 | |                      |
| 2 | "ISSUE #102: Fortress of Solitude" "Questão 102: Forte da solidão"                                             | Seith Mann      | Joshua Sternin & Jennifer Ventimilia                                                                                  | 4 de outubro de 2019 |
| Os poderes de Dion continuam a deixar Nicole perplexa. Pat se oferece para investigar uma possível pista do passado de Mark.                                     | |                 | |                      |
| 3 | "ISSUE #103: Watch Man" "Questão 103: O relógio"                                                               | Rachel Goldberg | Leigh Dana Jackson | 4 de outubro de 2019 |
| Depois de uma confusão na escola, Nicole precisa ter uma conversa difícil com o filho. Uma estranha figura do passado de Mark reaparece.                         | |                 | |                      |
| 4 | "ISSUE #104: Welcome to BIONA. Hope You Survive the Experience" "Questão 104: Bem-vindo, espero que sobreviva" | Rachel Goldberg | Edward Ricourt | 4 de outubro de 2019 |
| Nicole tenta descobrir quem está por trás de uma foto intrigante. Pat leva Dion à BIONA, onde eles veem algumas coisas que não estão no tour oficial da empresa. | |                 | |                      |
| 5 | "#105: Days of Mark's Future Past" "Questão 105: Os poderes de Mark"                                           | Seith Mann      | Carol Barbee | 4 de outubro de 2019 |
| Os eventos extraordinários do passado de Mark vêm à tona. Nicole tenta dar a Dion um aniversário dos sonhos. Esperanza faz uma descoberta.                       | |                 | |                      |
| 6 | "ISSUE #106: Super Friends" "Questão 106: Superamigos"                                                         | Dennis Liu      | Michael Poisson | 4 de outubro de 2019 |
| Nicole volta a explorar uma antiga paixão. Charlotte se oferece para proteger Dion. Pat recebe notícias inesperadas no trabalho.                                 | |                 | |                      |
| 7 | "ISSUE #107: Why So Vomity?" "Questão 107: Bem doente"                                                         | Neema Barnette  | Kimberly Ndombe | 4 de outubro de 2019 |
| Quando Dion é levado para o hospital com um mal misterioso, Nicole e Pat temem que seus poderes sejam descobertos.                                               | |                 | |                      |
| 8 | "ISSUE #108: You Won't Like Him When He's Angry" "Questão 108: Você não vai gostar se ele ficar bravo"         | Neema Barnette  | Roteiro por: Joshua Sternin & Jennifer Ventimilia & Edward Ricourt História por: Joshua Sternin & Jennifer Ventimilia | 4 de outubro de 2019 |
| Nicole arrisca tudo para resgatar Dion de Suzanne e da BIONA. Mais tarde, Charlotte descobre uma verdade terrível.                                               | |                 | |                      |
| 9 | "ISSUE #109: Storm Killer" "Questão 109: Feira de ciências"                                                    | Seith Mann      | Leigh Dana Jackson e Carol Barbee                                                                                     | 4 de outubro de 2019 |
| O Homem Torto fecha o cerco, e o confronto final parece inevitável. Assustada, Nicole foge da cidade para proteger Dion.                                         | |                 | |                      |

### 2.ª Temporada (2022)
| N.º na série | N.º na temp. | Título (no Brasil)                                                         | Dirigido por | Escrito por                       | Lançamento             |
| --- | ------------ | -------------------------------------------------------------------------- | ------------ | --------------------------------- | ---------------------- |
| 10 | 1            | "ISSUE #201: A Hero Returns" "Questão 201: Retorno do herói"               | Darren Grant | Carol Barbee & Leigh Dana Jackson | 1 de fevereiro de 2022 |
| Dois anos depois de um conflito com o Homem Torto, Dion tenta levar uma vida normal e desenvolver seus poderes. Um aluno novo entra na turma de Dion.      |              |                                                                            |              |                                   |                        |
| 11 | 2            | "ISSUE #202: Sankofa" "Questão 202: Sankofa"                               | Darren Grant | Carol Barbee & Leigh Dana Jackson | 1 de fevereiro de 2022 |
| Alguém do passado de Nicole volta, causando caos e confusão. Dion mostra ao colega novo como são as coisas na escola. Pinta um clima entre Nicole e Tevin. |              |                                                                            |              |                                   |                        |
| 12 | 3            | "ISSUE #203: Monster Problem" "Questão 203: Problema monstro"              | Dennis Liu   | Edward Ricourt                    | 1 de fevereiro de 2022 |
| Com seus poderes, Dion e Brayden matam aula — mais ou menos. David se interessa pelo potencial de Pat. Esperanza tenta vencer o nervosismo nos testes.     |              |                                                                            |              |                                   |                        |
| 13 | 4            | "ISSUE #204: With Friends Like These" "Questão 204: Com amigos como esses" | Dennis Liu   | Ryan Mottesheard                  | 1 de fevereiro de 2022 |
| A BIONA tenta controlar um sumidouro misterioso. A infecção de Nicole piora. O encontro de Dion e Brayden toma um rumo inesperado.                         |              |                                                                            |              |                                   |                        |
| 14 | 5            | "ISSUE #205: You vs. Me" "Questão 205: Você versus eu"                     | Janice Cooke | Tanya Barfield                    | 1 de fevereiro de 2022 |
| Brayden faz uma visita surpresa para Pat. Kat e Tevin levam Dion ao campo. Nicole teme que a infecção se espalhe e se isola.                               |              |                                                                            |              |                                   |                        |
| 15 | 6            | "ISSUE #206: 36 Good Hours" "Questão 206: 36 horas boas"                   | Janice Cooke | Michael Poisson & Yvonne Hana Yi  | 1 de fevereiro de 2022 |
| Nicole recebe uma notícia terrível. Pat se dá conta de algo cruel. O Homem Torto leva as coisas com Brayden a um nível bem mais apavorante.                |              |                                                                            |              |                                   |                        |
| 16 | 7            | "ISSUE #207: World Without Mom" "Questão 207: Mundo sem mãe"               | Bola Ogun    | Carol Barbee & Leigh Dana Jackson | 1 de fevereiro de 2022 |
| Pat se apega à vida, e Nicole resolve compartilhar um dia especial com Dion. Na BIONA, David faz uma apresentação importante e Simone age.                 |              |                                                                            |              |                                   |                        |
| 17 | 8            | "ISSUE #208: Who You Are" "Questão 208: Quem você é"                       | Bola Ogun    | Carol Barbee & Leigh Dana Jackson | 1 de fevereiro de 2022 |
| É a grande noite de Esperanza, mas Dion e Nicole encaram um confronto perigoso com um vilão conhecido e seu exército.                                      |              |                                                                            |              |                                   |                        |

## Produção

### Desenvolvimento
Em 5 de outubro de 2017, foi anunciado que a Netflix havia dado à produção um pedido direto para a série para uma primeira temporada consistindo de nove episódios. A série é baseada na história em quadrinhos de mesmo nome escrita por Dennis Liu e ilustrada por Jason Piperberg. Liu então dirigiu um curta-metragem baseado em sua história em quadrinhos. Carol Barbee adaptou um roteiro do curta-metragem e quadrinhos e é a showrunner da série. Os produtores executivos da série foram definidos para incluir Liu, Barbee, Michael B. Jordan, Charles D. King, Kim Roth, Poppy Hanks, Kenny Goodman e Michael Green. As empresas de produção envolvidas com a série foram definidas para serem a Outlier Society Productions e a MACRO. A série estreou em 4 de outubro de 2019. Em 2 de janeiro de 2020, a Netflix renovou a série para uma segunda temporada de oito episódios, que foi lançada em 1º de fevereiro de 2022. Em abril de 2022, a série foi oficialmente cancelada.

### Seleção do elenco
Junto com o anúncio inicial do pedido da série, foi confirmado que Michael B. Jordan havia sido escalado para um papel coadjuvante na série. Em junho de 2018, foi anunciado que Jason Ritter, Jazmyn Simon, Alisha Wainwright e Ja'Siah Young haviam sido escalados como integrantes regulares da série. Em julho de 2018, Donald Paul foi escalado como um papel recorrente na série. Em 29 de janeiro de 2019, foi relatado que Ali Ahn havia se juntado ao elenco em uma capacidade recorrente. Em 23 de fevereiro de 2021, Rome Flynn, Aubriana Davis, Tracey Bonner e Josh Ventura se juntaram ao elenco por capacidades não reveladas, enquanto Ali Ahn e Griffin Robert Faulkner foram promovidos a regulares da série para a segunda temporada. Em 24 de agosto de 2021, Michael Anthony se juntou ao elenco em um papel recorrente na segunda temporada.

### Filmagens
As filmagens da série começaram no final de julho de 2018 em várias cidades e vilas na Geórgia, incluindo Chattahoochee Hills e Fairburn. As filmagens continuaram nas mesmas áreas em agosto de 2018 e também ocorreram em Midtown Atlanta em locações incluindo o Fox Theatre. As gravações da segunda temporada começaram em 25 de janeiro de 2021 e foram concluídas em 25 de maio de 2021.

## Lançamento
Em 18 de setembro de 2019, o trailer oficial da série foi lançado. A segunda temporada foi lançada em 1º de fevereiro de 2022.

## Recepção

### Resposta da crítica
O site agregador de resenhas Rotten Tomatoes relatou um índice de aprovação de 83% para a série, com base em 29 resenhas, com uma classificação média de 6,8/10. O consenso crítico do site diz: "Embora o drama familiar e as aspirações de super-heróis não se combinem, atuações atraentes e uma sensação de admiração mantêm Raising Dion assistível e sugerem que, com um pouco mais de orientação, esta obra pode se tornar algo muito maior". No Metacritic, que usa uma média ponderada, a série recebeu uma pontuação de 61 de 100 com base em 7 críticos, indicando "avaliações geralmente favoráveis".

### Audiência
A segunda temporada foi assistida por mais de 108,75 milhões de horas em seus primeiros 26 dias na plataforma, de acordo com o Top 10 da Netflix.